# カンフーマスターズ
カンフーマスターズは、日本のプロレス団体DRAGON GATEの神戸限定ユニット。

## 来歴
NATURAL VIBESのJACKY"FUNKY"KAMEIとジェイソン・リーが2022年5月15日神戸大会でホーホーを加えての新たなチーム結成を示唆。
6月5日神戸のメインにカンフースタイルで登場し、カンフーマスターズ結成を正式に発表した。
この日、試合を欠場したジェイソンに代わり“ホーホー・ルンのお友達”として三代目超神龍も登場しこの4人が正式メンバーとなる。
基本的に神戸限定ユニットであり、ホーホーと超神龍はNATURAL VIBESとは無関係である。
7月30日神戸ワールド記念ホール大会ではKAMEI&ジェイソンがオープン・ザ・ツインゲート王座を獲得。
9月19日大田区大会では東京での新たな出店もあり、神戸以外の都市に初登場した。

## タイトル歴
- オープン・ザ・ツインゲート王座

第58代：JACKY"FUNKY"KAMEI&ジェイソン・リー
（2022年7月30日獲得、2022年9月19日陥落/防衛0回）